# إبراهيم أوحسين
إبراهيم أوحسين هو كاتب، وقاص، وشاعر مغربي من مواليد مدينة أكادير.

## سيرة ذاتية
ولد إبراهيم أوحسين في 6 يناير 1982م بمدينة أكادير المغربية، واستأنف وأتمَّ دراسته الابتدائية والإعدادية والثانوية بالمدارس النظامية المغربية. وبعدها التحق بمركز تكوين المعلمين وتخرج منه سنة 2002م حيث استأنف العمل كمدرس بمدينة تارودانت. وهو عضو مؤسس لمجلة أقلام عربية الإلكترونية، وعضو في منتدى الأدب لمبدعي الجنوب، وفي مجموعة من الهيئات الأدبية والثقافية.

## أعماله
صدر عنه العديد من الأعمال، من بينها:
- «شموع» (ديوان مشترك)، عن مطبعة نبيل سنة 2004م.
- «طلقات بنادق فارغة» (مجموعة قصصية)، عن بيت الأدب المغربي سنة 2008م.
- «قوافل من كلام» (ديوان)، عن دار شجن الحروف الإلكترونية سنة 2016م (الطبعة الأولى)، وعن هيئة الحوار الثقافي الدائم، فرع المغرب، سنة 2019م (الطبعة الثانية).
- ساهم في كتاب «بصمات»، عن منشورات منتدى الأدب لمبدعي الجنوب سنة 2012م.
- «مدرس تحت الصفر» (كتاب)، عن مكتبة ومطبعة الوسيم الحديثة بغزة، في فلسطين، عام 2017م.
- «البدائي الذي يسكننا»، عن منتدى الأدب لمبدعي الجنوب في المغرب عام 2021م.
- «مسامير» (كتاب) عن دار العرفان ، سنة 2025، الطبعة الاولى.

## الجوائز
حصل على العديد من الجوائز، من بينها:
- جائزة منتدى الأدب لمبدعي الجنوب في القصة القصيرة سنة 2006م.
- جائزة التميز في مجال الثقافة والفن سنة 2013م.
- جائزة المهرجان الدولي للرواية بأكادير في القصة القصيرة سنة 2016م.

- جائزة محمد الحلوي للشعر سنة 2019م.

كما حظي بتكريمات وتشريفات عدة من لدن جمعيات ومنظمات ذات الاهتمام بالشأن الثقافي داخل المغرب.